# Bürgermeisterei Schleidweiler
Die Bürgermeisterei Schleidweiler im Landkreis Trier im Regierungsbezirk Trier in der preußischen Rheinprovinz war eine Bürgermeisterei mit 4 Dörfern, 2 Weilern, 1 Hof und 2 Mühlen, welche 193 Feuerstellen (Fst.) und 1887 Einwohner (Einw.) (Stand 1828) hatten.
Darin:
- Schleidweiler, ein Dorf mit 1 Kathol. Pfarrkirche, 35 Fst., 371 Einw. und dem Eisenbergwerk Maria
- Zemmer, ein Dorf mit 1 Kathol. Pfarrkirche, 40 Fst., 450 Einw. und Fabriken von steinernen Geschirren. Dazu gehört der Hof Schönfeld mit 20 Einw.

Ferner die Dörfer: 
- Orenhofen mit 1 Kath. Pfarrkirche, 70 Fst., 573 Einw.
- Rodt mit 35 Fst., 360 Einw.

Die Weiler : 
- Multgen oder Mülchen mit 4 Fst., 45 Einw.
- Daufenbach mit 2 Mühlen, 8 Fst., 68 Einw.